# 馬渕英雄
馬渕英雄（日语：／ Mabuchi Hideo，1971年—）是一名日裔美國物理學家、史丹佛大學應用物理學教授兼馬渕實驗室負責人。
他於1992年以優異成績畢業於普林斯頓大學，獲得物理學學士學位；1998年畢業於加州理工學院，獲得物理學博士學位，師從H·傑夫·金布爾。
1998年至2007年，他在加州理工學院擔任教授（1998年—2001年為物理學助理教授；2001年—2007年為物理學和控制與動力系統副教授）。2007年起，他擔任史丹佛大學應用物理學教授。

## 榮譽
- TR100 青年創新者（1999年）[6]
- 斯隆獎（1999年—2001年）[7]
- 美國海軍研究辦公室青年研究員（2000年—2002年）
- 麥克阿瑟獎（2000年）[8]

## 著作
- "Quantum feedback and the quantum-classical transition", Science and ultimate reality: quantum theory, cosmology, and complexity, Editors John D. Barrow, P. C. W. Davies, Charles L. Harper, Cambridge University Press, 2004, ISBN 978-0-521-83113-0
- Measurement and the quantum-classical transition, Metanexus Institute: 2002.